# Albrecht von Zitzewitz
Albrecht Wilhelm Theophil von Zitzewitz (* 18. Oktober 1848 in Bornzin, Kreis Stolp; † 5. August 1917 in Turzig, Kreis Rummelsburg) war ein preußischer Gutsbesitzer und Politiker.

## Familie

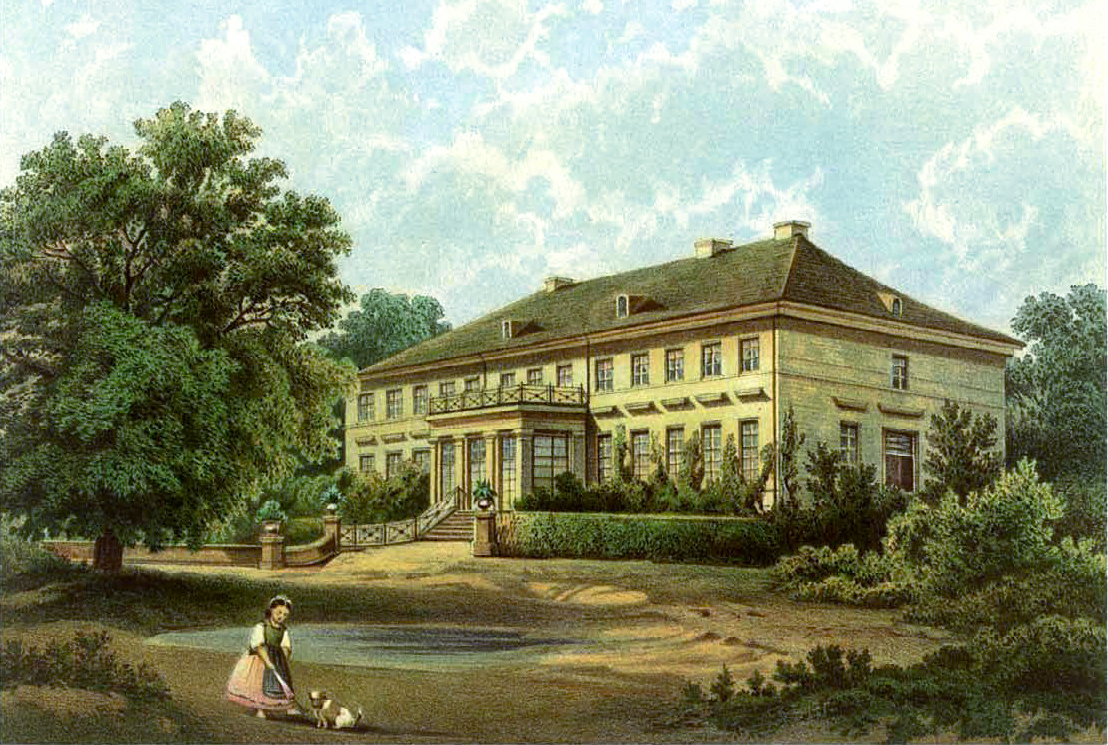
Rittergut Bornzin 1865, Sammlung Alexander Duncker

Er entstammte dem alten hinterpommerschen Adelsgeschlecht Zitzewitz und war der Sohn des Gutsbesitzers Wilhelm Theophil von Zitzewitz (1817–1892), Gutsherr auf Groß- und Klein Krien, Turzig, Gesiffzig sowie Alt- und Neu-Bornzin, und der Hedwig von Puttkamer (1823–1897).
Zitzewitz heiratete am 8. Juni 1882 auf Gut Klein Santersleben Luise von Veltheim (* 21. März 1862 auf Gut Klein Santersleben; † 16. August 1941 auf Gut Turzig), die Tochter des Gutsbesitzers Otto von Veltheim, Gutsherr auf Veltheimsburg und anderen, und der Luise von der Asseburg.

## Leben
Zitzewitz war königlich preußischer Major, Gutsherr auf Turzig und Gesifzig im Kreis Rummelsburg und Rechtsritter des Johanniterordens.
Aus Anlass der Feier des 600-jährigen Besitzes der im Flussgebiet der Stolpe und der Wipper gelegenen Familiengüter verlieh Kaiser Wilhelm II. dem Adelsgeschlecht von Zitzewitz am 16. Oktober 1900 in Bad Homburg vor der Höhe das Präsentationsrecht für das Preußische Herrenhaus. Auf Präsentation des Verbandes des Geschlechts von Zitzewitz wurde Albrecht von Zitzewitz 1902 zum Mitglied des Preußischen Herrenhauses auf Lebenszeit berufen.